# Bruine kiekendief
De bruine kiekendief (Circus aeruginosus) is een roofvogel uit de familie van de havikachtigen (Accipitridae). De wetenschappelijke naam van de soort werd als Falco aeruginosus in 1758 gepubliceerd door Carl Linnaeus.

## Kenmerken
De vogel is 48 tot 56 centimeter lang, de mannetjes zijn kleiner (gewicht 405 tot 667 gram) dan de vrouwtjes (540 tot 800 gram). Het dier vliegt meestal laag over moerassen en rietvelden, met de voor alle soorten kiekendieven kenmerkende houding: een golvende vliegbeweging, met de vleugels in een ondiepe V-vorm. Het mannetje is bruin van boven en heeft grijze vleugelvlekken die lichter worden naarmate de vogel ouder is. Hij heeft een bruin gestreepte buik en borst en de ondervleugel en staart zijn lichtgrijs. Het vrouwtje is overwegend bruin, maar heeft een licht okere kruin en keel. Jonge vogels zijn ook overwegend bruin en missen de duidelijk lichte kruinvlek en keel die een volwassen vrouwtje heeft. Onvolwassen mannetjes krijgen pas in de loop van hun derde levensjaar de grijze vlakken op de vleugels.

## Voortplanting
Het nest ligt verborgen in het riet. Door zowel het mannetje als het vrouwtje wordt er gebouwd aan het nest, ook wel een horst genoemd. Een legsel bestaat meestal uit 3 tot 6 witte eieren.

## Verspreiding
Er worden twee ondersoorten onderscheiden:
- C. a. aeruginosus: in geheel Europa  met uitzondering van Ierland, Scandinavië en het grootste deel van het Verenigd Koninkrijk. Verder in Klein-Azië en verder tot in Midden-Azië tot aan de bovenloop van de Jenisej en Mongolië. Deze vogels overwinteren in Zuid- en West-Europa, Afrika ten zuiden van de Sahara en het Indische subcontinent en Sri-Lanka.
- C. a. harterti: standvogel in noordwestelijk Afrika van Marokko tot Tunesië.

Vroeger werden ook  de Afrikaanse bruine kiekendief (C. ranivorus) ,  Pacifische bruine kiekendief (C. approximans) en de  reunionkiekendief (C. maillardi) als ondersoorten beschouwd.

### In Nederland
De bruine kiekendief is in Nederland een vrij schaarse broedvogel waarvan de aantallen geleidelijk dalen. In 2018-2020 werd het aantal broedparen geschat tussen de 800 en 1100. De aantallen nemen af door intensivering van de landbouw en verdroging en verruiging van moerasgebieden waar uitgestrekte rietvelden veranderen in moerasbos. Verder is de roofvogel een doortrekker en wintergast in kleine aantallen vooral langs de kusten van het IJsselmeer, het benedenrivierengebied en het deltagebied in Zeeland.

## Status op de internationale rode lijst
De grootte van de wereldpopulatie wordt geschat op 0,6 tot 1,1 miljoen volwassen individuen. De trend van deze roofvogel op wereldschaal is stabiel. Om deze redenen staat de bruine kiekendief als niet bedreigd op de Rode Lijst van de IUCN.

## Afbeeldingen

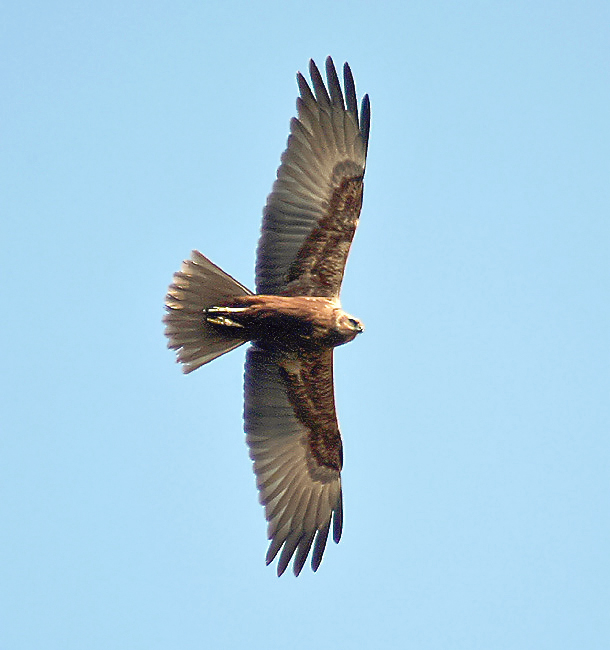
Vrouwtje (onderkant)
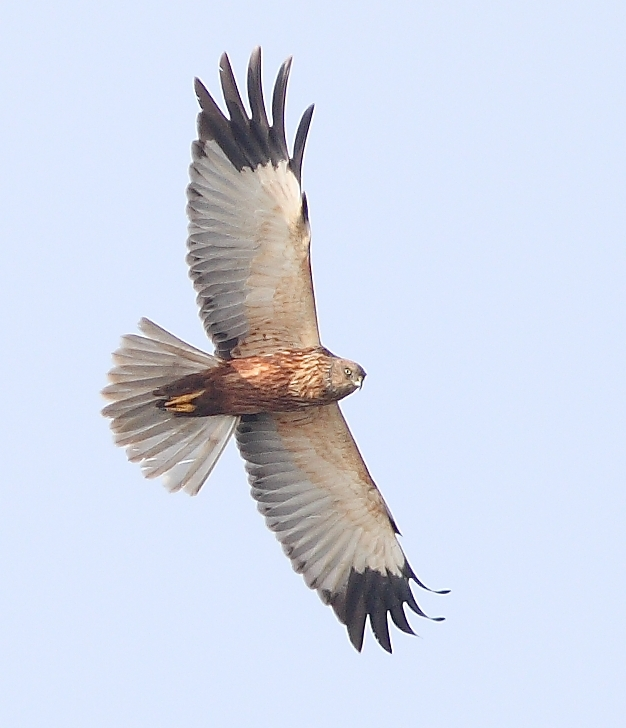
Mannetje (onderkant)
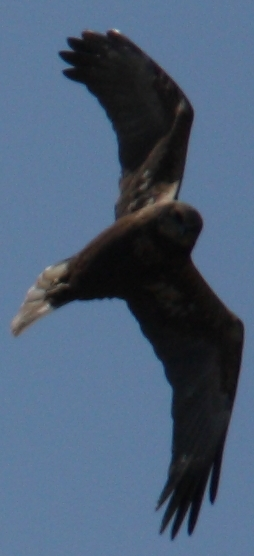
Volwassen vrouwtje
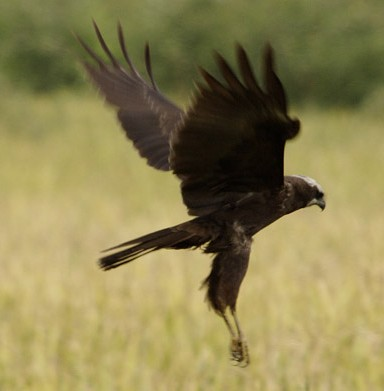
Uiterst donker (melanistisch) exemplaar (India)
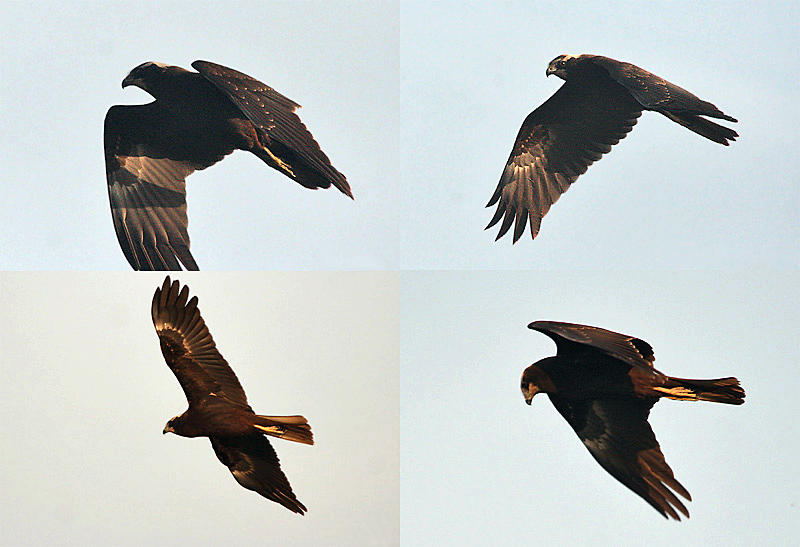
Onvolwassen vogels
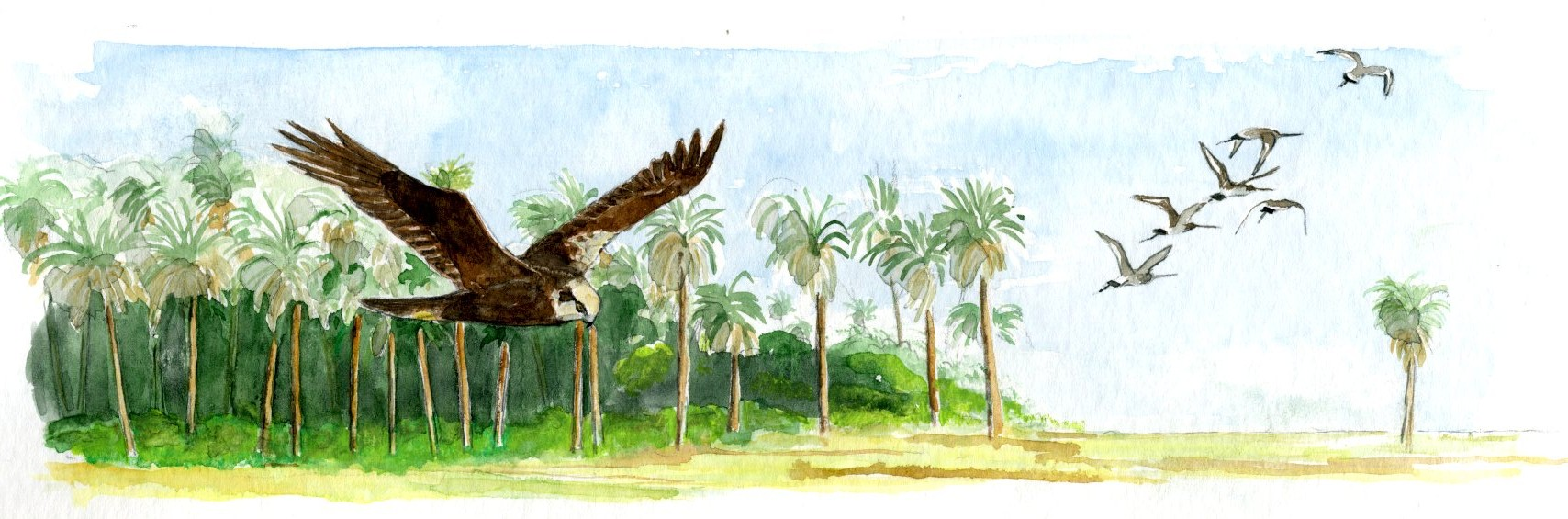
Bruine kiekendief door Jos Zwarts

## Videos
- Jagende bruine kiekendief op Texel (1)
- Jagende bruine kiekendief op Texel (2)
- Bruine kiekendief met prooi
- Bruine kiekendief poetsend
- Bruine kiekendief vliegend en in riet